# Unieux
Unieux là một xã trong tỉnh Loire miền trung nước Pháp.